# 红亚尔村委员会
红亚尔村委员会（俄语：Красноярский сельсовет）是俄罗斯联邦阿斯特拉罕州克拉斯内亚尔区所属的一个村委员会。其下辖有8个居民点，行政中心为红亚尔。据2015年统计，该村委员会的人口为13274人。